# Smartphones der Xiaomi-Reihe
Die Xiaomi-Hauptreihe ist die Premiumreihe des chinesischen Herstellers Xiaomi. Bis 2021 hieß die Reihe Mi-Reihe.

Liste der Xiaomi-Hauptreihe

## Xiaomi 11T

### Xiaomi 11T
Das Xiaomi 11T ist 6,67 Zoll groß und verfügt über ein Kameraelement in der linken oberen Ecke der Rückseite. Diese ist aus Kunststoff gefertigt.
Das 11T erscheint mit dem Android 11 und der MIUI 12 als Benutzeroberfläche. Das Smartphone verfügt über eine Triple-Kamera mit drei Sensoren: 108,0 Megapixel Hauptkamera, 8,0-Megapixel-Ultraweitwinkelkamera und 5,0-Megapixel-Telemakroobjektiv. Außerdem hat es eine 16,0 Megapixel Frontkamera. Das OLED-Display hat eine Auflösung von 1080×2400 Pixel. Angetrieben wird das Gerät vom MediaTek Dimensity-Ultra-1200-Prozessor. Der Akku ist 5000 mAh groß, das Xiaomi 11T ist Dual-SIM-fähig, unterstützt Near Field Communication (NFC) und den Mobilfunkstandard 5G. Der Übertragungsstandard ist aber nur USB Type-C 2.0, was heute eher unüblich ist.

### Xiaomi 11T Pro
Das Xiaomi 11T Pro ist ebenfalls 6,67 Zoll groß und auch das Design der Rückseite ist gleich zum Xiaomi 11T. Auch hier setzt Xiaomi eine Kunststoffrückseite ein. Das Smartphone erscheint mit dem Betriebssystem Android 11 und der Benutzeroberfläche MIUI 12. Auch das Kamera-Setup gleicht genau dem des 11T. Ein Unterschied liegt beim Prozessor, Xiaomi verwendet hier den stärkeren Prozessor Qualcomm Snapdragon 888. Der 5000 mAh große Akku kann kabelgebunden mit 120 Watt geladen werden, laut Herstellerangabe von zwei auf 100 % in 17 Minuten. Auch das Xiaomi 11T Pro verfügt über Dual-SIM, unterstützt ebenfalls NFC und den Mobilfunkstandard 5G. Auch hier wird nur USB Type-C 2.0 geboten.

## Xiaomi 12

### Xiaomi 12X 5G
Das Xiaomi 12X 5G wurde im März 2022 vorgestellt. Es besitzt ein AMOLED-Display, das mit 2400 × 1080 Pixel (419 PPI) auflöst, mit einer Bildwiederholrate von 120 Hertz, gefertigt aus Corning-Gorilla Glas Victus. Die Kamera verfügt über drei Linsen, mit 50, 13 und 5 Megapixel, die Frontkamera mit 32 Megapixel. Als Prozessor kommt hier der Qualcomm Snapdragon 870 zum Einsatz, dazu kommen 8 Gigabyte Arbeitsspeicher und 256 Gigabyte Interner Speicher. Der Akku hat eine Kapazität von 4.500 mAh, das Smartphone ist 6,28 Zoll (15,95 cm) groß und 176,0 Gramm schwer. Das Xiaomi 12X verfügt über Dual-SIM und NFC, außerdem unterstützt es den Mobilfunkstandard 5G. Bei Marktstart war das aktuelle Betriebssystem Android 12 mit der Benutzeroberfläche MIUI 13.

### Xiaomi 12 5G

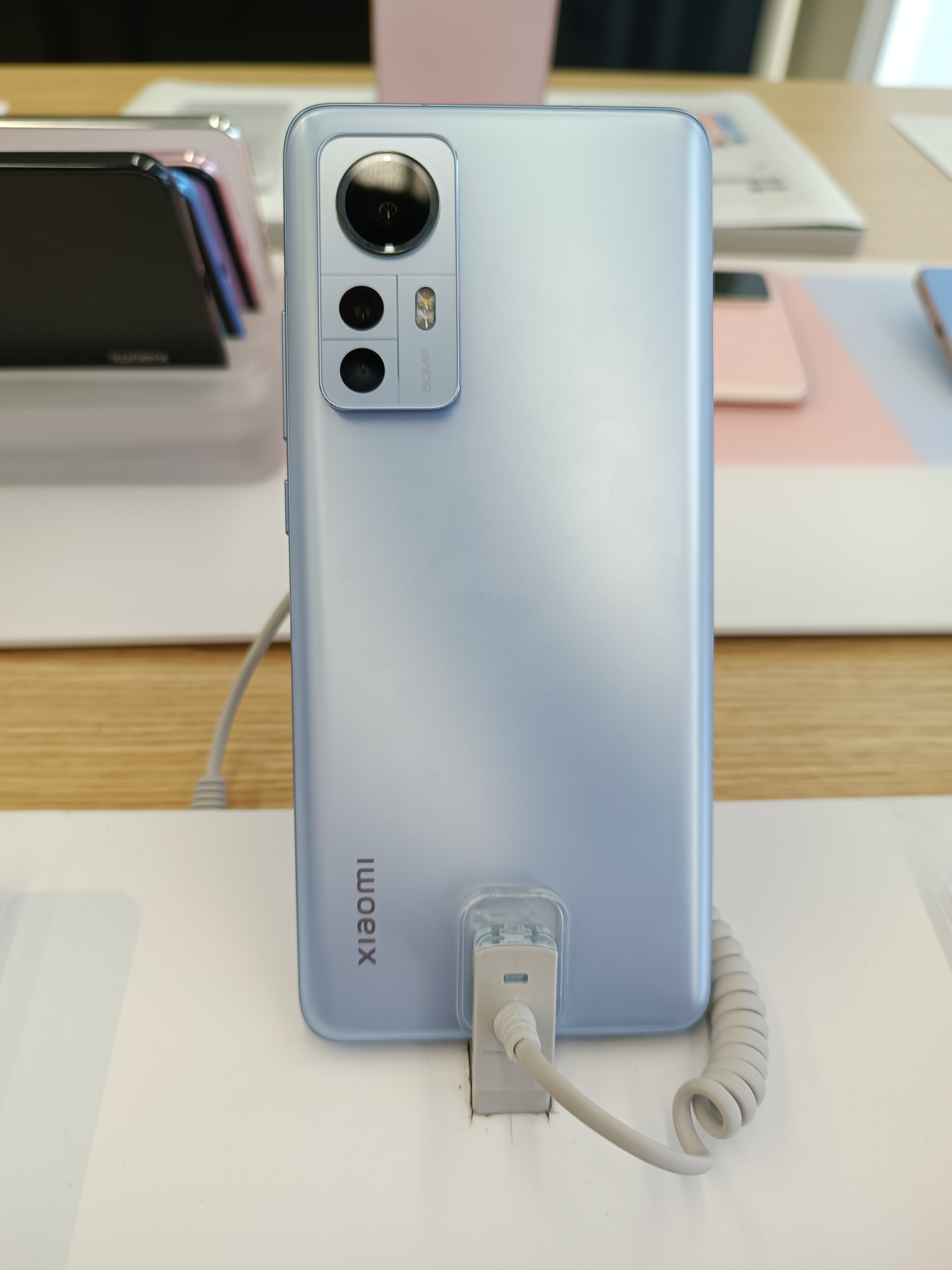
Rückseite des Xiaomi 12

Das Xiaomi 12 5G wurde im März 2022 vorgestellt. Es verfügt über ein AMOLED-Display, das mit 2400 × 1080 Pixel (419 PPI) auflöst, auch hier mit einer Bildwiederholrate von 120 Hertz, ebenfalls gefertigt aus Corning Gorilla Glas Victus. Die Kamera besitzt drei Linsen, mit 50, 13 und 5 Megapixel, die Frontkamera mit 32 Megapixel. Xiaomi verbaut hier den Flaggschiffprozessor Qualcomm Snapdragon 8 Gen 1, dazu kommen 8 bzw. 12 Gigabyte Arbeitsspeicher und 128 bzw. 256 Gigabyte Interner Speicher. Der Akku hat ebenfalls eine Kapazität von 4.500 mAh, das Smartphone ist mit 6,28 Zoll (15,95 cm) gleich groß wie das 12X, es ist aber 180 Gramm schwer. Das Xiaomi 12 verfügt außerdem über Dual-SIM und Near Field Communication (NFC), kann kabellos geladen werden und unterstützt den Mobilfunkstandard 5G. Bei Marktstart war das aktuelle Betriebssystem Android 12 mit der Benutzeroberfläche MIUI 13.

### Xiaomi 12 Pro 5G
Das Xiaomi 12 Pro 5G wurde ebenfalls im März 2022 vorgestellt. Es besitzt ein AMOLED-Display mit einer Auflösung von 3200 × 1440 Pixel (521 PPI), mit einer Bildwiederholrate von 120 Hertz, das aus Corning Gorilla Glas Victus gefertigt wurde. Die Kamera des Smartphones verfügt ebenfalls über drei Linsen, mit 50, 50 und 50 Megapixel, die Frontkamera mit 32 Megapixel. Als Prozessor verbaut Xiaomi auch hier den Qualcomm Snapdragon 8 Gen 1, dazu kommen 8 bzw. 12 Gigabyte Arbeitsspeicher und 128 bzw. 256 Interner Speicher. Der Akku hat eine Kapazität von 4.600 mAh und kann mit 120 Watt kabelgebunden geladen werden. das Smartphone ist 6,73 Zoll (17,09 cm) groß und 205,0 Gramm schwer. Das Xiaomi 12 Pro verfügt des Weiteren über Dual-SIM, NFC, kann kabellos geladen werden und unterstützt den Mobilfunkstandard 5G, Kritikpunkte, gerade in diesem Preisbereich, sind die mangelnde eSIM-Funktion und der mangelnde Wasserschutz bzw. IP-Zertifizierung beim Xiaomi 12 und 12 Pro. Bei Marktstart war das aktuelle Betriebssystem Android 12 mit der Benutzeroberfläche MIUI 13.

### Xiaomi 12S Ultra
Das Xiaomi 12S Ultra wurde im Juli 2022 vorgestellt. Das Smartphone verfügt über ein AMOLED-Display, mit einer WQHD+ Auflösung von 3200 × 1440 Pixeln, mit adaptiven Bildwiederholrate von 1–120 Hertz, gefertigt aus Corning Gorilla Glass Victus. Die Kamera des 12S Ultra besteht aus Haupt-, Ultraweit- und Periskopkamera, mit 50, 48 und 48 Megapixel, die Frontkamera mit 32 Megapixel. Als Prozessor wird der Qualcomm Snapdragon 8 Gen 1 verbaut, dazu kommen 8 bzw. 12 GB Arbeitsspeicher und 256 bzw. 512 GB Interner Speicher. Der Akku hat eine Kapazität von 4860 mAh, dieser kann kabelgebunden mit 67 und kabellos mit 50 Watt geladen werden, das 12S Ultra kann mit 10 Watt über Reverse Charge andere Geräte laden. Das Smartphone ist 6,73 Zoll groß und 225 Gramm schwer. Das Xiaomi 12S Ultra verfügt über Dual-SIM und NFC, WiFi 6 und der Mobilfunkstandard 5G werden unterstützt. In diesem Preisbereich sind wieder die mangelnde e-SIM-Funktion, die fehlende IP-Zertifizierung und der geringere Übertragungsstandard USB Typ-C 2.0 zu kritisieren. Weil das Smartphone von Xiaomi nur auf dem chinesischen Markt erhältlich ist und nach Europa importiert werden muss verfügt das 12S Ultra nicht über Band 20, was in Europa zu Einschränkungen führen wird. Bei Marktstart war das aktuelle Betriebssystem Android 12 mit der Benutzeroberfläche MIUI 13.

### Xiaomi 12 T
Das Xiaomi 12 T wurde am 4. Oktober 2022 in München vorgestellt. Das 6,67 Zoll-große Full-HD+ AMOLED-Display hat eine Auflösung von 2712 × 1220 Pixeln, eine Bildwiederholrate von 120 Hertz sowie ein 20:9 Seitenverhältnis. Die Kamera verfügt dann über drei Linsen, einer 108-Megapixel-Hauptkamera mit dem Samsung HM7-Sensor und einer f/1.6-Blende, einer 8-Megapixel-Ultraweitkamera mit einem Aufnahmewinkel von 120°, sowie einer 2-Megapixel-Makrokamera. Die Frontkamera hat eine Auflösung von 20 Megapixel. Als Prozessor kommt der MediaTek Dimensity 8100 Ultra zum Einsatz, dazu kommen 8 GB Arbeitsspeicher. Beim internen Speicher kann zwischen 128 und 256 GB gewählt werden. Der Akku ist mit 5000 mAh genauso groß wie beim 12 T Pro, aufgeladen wird kabelgebunden mit 120 Watt. Die Abmessungen des Xiaomi 12 T sind 161,1 × 75,9 × 8,6 mm, das Smartphone ist 202 Gramm schwer. Das Xiaomi 12 T verfügt über Dual-SIM, Bluetooth 5.2, USB Typ-C 2.0 und NFC, WiFi 6 und der Mobilfunkstandard 5G werden unterstützt. Kritikpunkte sind die mangelnde e-SIM-Funktion, die fehlende IP-Zertifizierung und der geringe Übertragungsstandard USB Typ-C 2.0. Bei Marktstart war das aktuelle Betriebssystem Android 12 mit der Benutzeroberfläche MIUI.

### Xiaomi 12 T Pro
Das Xiaomi 12 T Pro wurde am 4. Oktober 2022 in München vorgestellt. Das Smartphone verfügt über ein 6,67 Zoll großes Full HD+ AMOLED-Display mit einer Auflösung von 2712 × 1220 Pixeln, einer Bildwiederholrate von 120 Hertz und einem Seitenverhältnis von 20:9. Das Xiaomi 12 T Pro hat wieder Stereo-Lautsprecher von Harman Kardon. Die Kamera besteht aus drei Linsen, der Hauptkamera mit dem 200-Megapixel-Sensor Samsung HP1 und einer f/1.69-Blende, der 8-Megapixel-Ultraweitkamera mit einem Aufnahmewinkel von 120° und der 2-Megapixel-Makrokamera. Die Frontkamera verfügt dann wieder über eine Auflösung von 20 Megapixel. Als Prozessor verbaut Xiaomi den Flaggschiffprozessor Qualcomm Snapdragon 8+ Gen 1, dazu kommen auch hier 8 GB Arbeitsspeicher. Der Interne UFS 3.1-Speicher ist dann immer 256 GB groß. Der Akku hat eine Kapazität von 5000 mAh und kann mit 120 Watt schnellgeladen werden. Die Abmessungen des Xiaomi 12 T Pro sind 163,1 × 75,9 × 8,6 mm, das Smartphone ist 205 Gramm schwer. Das Xiaomi 12 T Pro verfügt über Dual-SIM, eSIM, Bluetooth 5.3, USB Typ-C 2.0 und NFC, außerdem werden auch hier WiFi 6 und der Mobilfunkstandard 5G unterstützt. Zu kritisieren sind hier in diesem Preisbereich die fehlende IP-Zertifizierung und der geringe Übertragungsstandard USB Typ-C 2.0. Bei Marktstart war das aktuelle Betriebssystem Android 12 mit der Benutzeroberfläche MIUI.

## Xiaomi 13

### Xiaomi 13 Lite
Das Xiaomi 13 Lite wurde am 26. Februar 2023 im Rahmen des MWC in Barcelona für den europäischen Markt vorgestellt. Das Smartphone hat ein 6,55 Zoll großes Curved-AMOLED-Display mit einer Auflösung von 2400 × 1080 Pixel und einer Bildwiederholrate von 120 Hertz. Die Kamera verfügt über drei Objektive, eine 50-Megapixel-Hauptkamera mit dem Sony-IMX766-Biuldsensor und einer f/1.8-Blende, eine 20-Megapixel-Ultraweitwinkelkamera mit einem Aufnahmewinkel von 115° sowie eine 2-Megapixel-Makrokamera. Des Weiteren baut Xiaomi eine 32-Megapixel-Frontkamera mit einem 8-Megapixel-Tiefensensor und zwei LED-Lichter am oberen Rand ein. Als Prozessor kommt der Qualcomm Snapdragon 7 Gen 1, dazu kommen 8 GB LPDDR4X-Arbeitsspeicher und wahlweise 128 oder 256 GB interner UFS 2.2-Speicher. Der Akku des Smartphones hat eine Kapazität von 4500 mAh und kann mit 67 Watt kabelgebunden geladen werden. Die Abmessungen des Xiaomi 13 Lite sind 159,2 × 72,7 × 7,23 mm, das Smartphone ist 171,8 Gramm schwer. Das Xiaomi 13 Lite verfügt über Dual-SIM, eSIM, Bluetooth 5.2, USB Typ-C 2.0, NFC, es unterstützt WiFi 5 und 6 sowie den Mobilfunkstandard 5G, entsperrt werden kann das Smartphone über einen In-Display-Fingerabdrucksensor oder über eine 2D-Gesichtserekennung. Kritikpunkte sind die etwas schwache 2-Megapixel-Makrokamera, auch fehlt beim Xiaomi 13 Lite eine Update-Garantie. Bei Marktstart war das aktuelle Betriebssystem Android 12 mit der Benutzeroberfläche MIUI.

### Xiaomi 13
Das Xiaomi 13 wurde auch am 26. Februar 2023 beim MWC vorgestellt. Das Smartphone verfügt über ein 6,36 Zoll großes AMOLED-Display mit einer Auflösung von 2400 × 1080 Pixeln (413 PPI) und einer Bildwiederholrate von 120 Hertz, einer maximalen Helligkeit von 1900 Nits und einem Seitenverhältnis von 20:9. Die gemeinsam mit Leica entwickelte Kamera besteht aus drei Objektiven, der 50-Megapixel-Hauptkamera mit dem Sony-IMX800-Bildsensor und einer f/1.8-Blende, die 12-Megapixel-Ultraweitwinkelkamera mit einer f/2.2-Blende und der 10-Megapixel-Telekamera mit 3-fach Near Field Communication, einer f/2.0-Blende sowie OIS, die Frontkamera hat 32 Megapixel. Als Prozessor kommt der Qualcomm Snapdragon 8 Gen 2 zum Einsatz, dazu kommen 8 bzw. 12 GB LPDDR5X Arbeitsspeicher. Der interne UFS 4.0-Speicher ist wahlweise 128, 256 oder 512 GB groß. Der Akku hat eine Kapazität von 4500 mAh und kann kabelgebunden mit 65 Watt sowie kabellos mit 50 Watt geladen werden, Reverse Wireless Charging ist mit zehn Watt möglich. Die Abmessungen des Xiaomi 13 sind 152,8 × 71,5 × 7,98 mm, das Smartphone ist 185 Gramm schwer. Das Xiaomi 13 verfügt über Dual-SIM, eSIM, Bluetooth 5.3, USB Typ-C 2.0, NFC, Stereolautsprecher, ist IP68-zertifiziert und unterstützt WiFi 6E sowie den Mobilfunkstandard 5G, entsperrt werden kann das Smartphone über einen In-Display-Fingerabdrucksensor oder über eine 2D-Gesichtserekennung. Ein Kritikpunkt ist der geringe Übertragungsstandard USB Typ-C 2.0. Bei Marktstart war das aktuelle Betriebssystem Android 13 mit der Benutzeroberfläche MIUI.

### Xiaomi 13 Pro
Das Xiaomi 13 Pro wurde ebenfalls am 26. Februar in Barcelona vorgestellt. Das 6,73 Zoll große Curved-AMOLED-Display hat hier eine Auflösung von 3200 × 1440 Pixel (522 PPI), eine adaptive Bildwiederholrate von 1–120 Hertz, eine maximale Helligkeit von 1900 Nits und ein Seitenverhältnis von 20:9. Die Kamera des Xiaomi 13 Pro wurde zusammen mit Leica entwickelt und verfügt über eine 50-Megapixel-Hauptkamera mit dem Sony-IMX989-Bildsensor und einer f/1.9-Blende, eine 50-Megapixel-Ultraweitwinkelkamera mit einer f/2.2-Blende und einem 115°-Sichtfeld, eine 50-Megapixel-Telekamera mit einer f/2.2-Blende mit 3-fach-Zoomobjektiv und OIS, die Frontkamera verfügt wieder über 32 Megapixel. Xiaomi verbaut den Flaggschiffprozessor Qualcomm Snapdragon 8 Gen 2, dazu kommen wahlweise wieder 8 bzw. 12 GB LPDDR5X-Arbeitsspeicher sowie 128, 256 oder 512 GB interner UFS 4.0-Speicher. Der Akku hat eine Kapazität 4820 mAh, das Smartphone kann kabelgebunden mit 120 Watt und kabellos mit 50 Watt geladen werden, Reverse Wireless Charging ist mit zehn Watt möglich. Die Abmessungen des Xiaomi 13 Pro sind 162,9 × 74,6 × 8,38 mm, das Smartphone ist 229 Gramm schwer. Das Xiaomi 13 Pro verfügt über Dual-SIM, eSIM, Bluetooth 5.3, USB Typ-C 2.0, NFC, Stereolautsprecher, ist IP68-zertifiziert und unterstützt WiFi 7 sowie den Mobilfunkstandard 5G, entsperrt werden kann das Smartphone über einen In-Display-Fingerabdrucksensor oder über eine 2D-Gesichtserekennung. Der geringe Übertragungsstandard USB Typ-C 2.0 ist gerade in diesem Preisbereich ein Kritikpunkt, außerdem kann die Keramikrückseite rutschig sein. Bei Marktstart war das aktuelle Betriebssystem Android 13 mit der Benutzeroberfläche MIUI.

### Xiaomi 13 Ultra

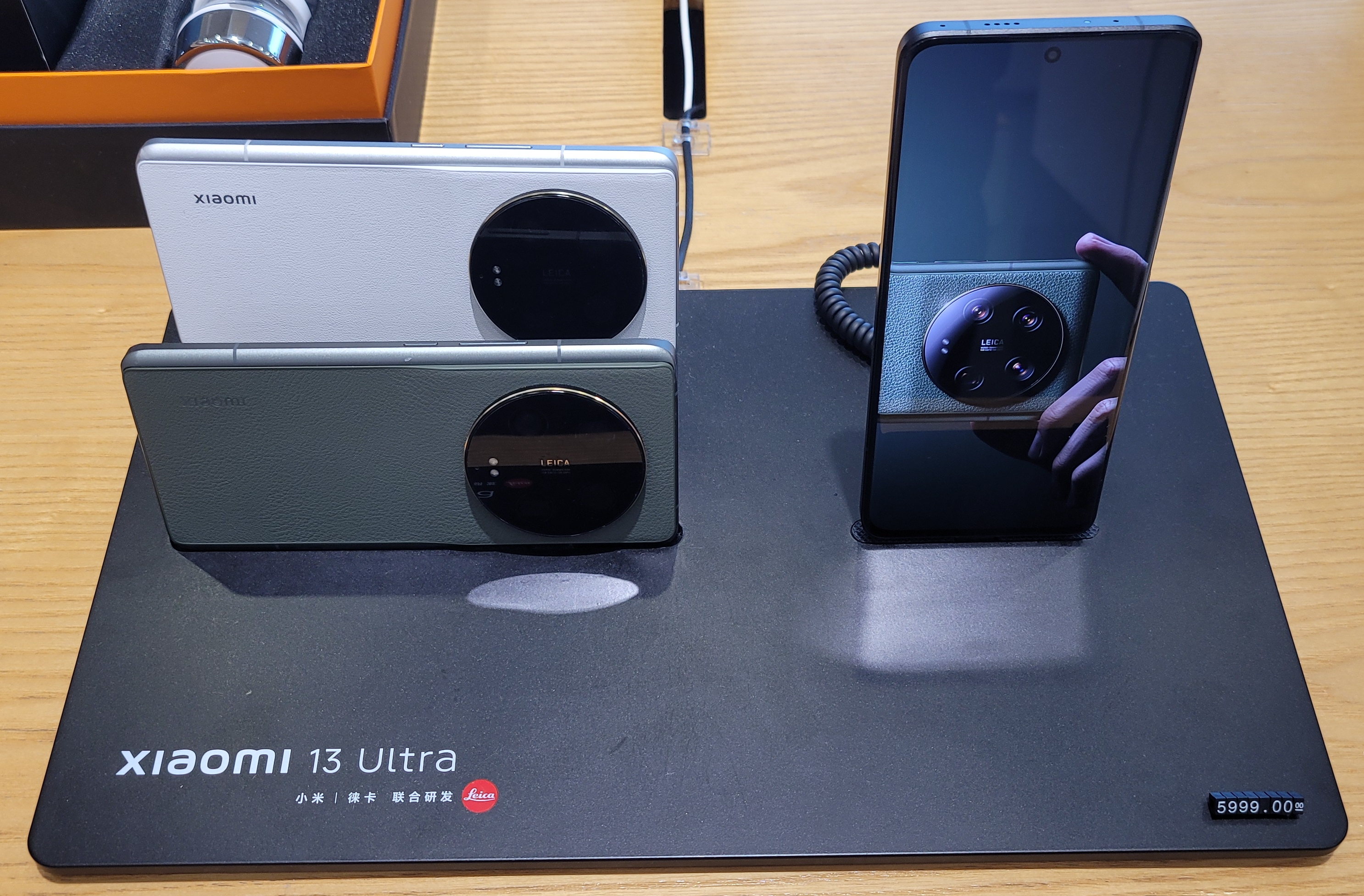
Xiaomi 13 Ultra

Das Xiaomi 13 Ultra wurde am 18. April vorgestellt. Das Smartphone verfügt über ein 6,73 Zoll großes AMOLED-Display, mit einer WQHD+-Auflösung von 3200 × 1440 Pixel, einer adaptiven Bildwiederholrate von 1–120 Hertz, einer Helligkeit von 2600 Nits, gefertigt aus Corning Gorilla Glas Victus. Auch die Kamera des Xiaomi 13 Ultra wurde wieder gemeinsam mit Leica entwickelt und besteht aus vier Objektiven. Die 50-Megapixel-Hauptkamera verfügt über den Sony-IMX989-Bildsensor mit einer Sensorgröße von einem Zoll, eine variable f/1.9-f/4-Blende und einer 23-mm-Brennweite und OIS, bei der 50-Megapixel-Ultraweitwinkelkamera kommt der IMX585-Bildsensor zum Einsatz, die Brennweite beträgt hier 12 mm. Des Weiteren verbaut Xiaomi ein 50-Megapixel-Teleobjektiv mit dem IMX585-Bildsensor mit 3,2-fach optischem Zoom, einer f/1.8-Blende, einer 75-mm-Brennweite und OIS sowie ein 50-Megapixel-Teleobjektiv, ebenfalls mit dem IMX585-Bildsensor, mit einer Periskop-Optik, mit 5-fach optischen Zoom, einer f/3-Blende, einer 120-mm-Brennweite und OIS. Die 32-Megapixel-Frontkamera hat dann eine f/2.0-Blende. Als Prozessor verwendet Xiaomi den Flaggschiffprozessor Qualcomm Snapdragon 8 Gen 2, als GPU die Qualcomm Adreno 740. Dazu kommen dann wahlweise 12 oder 16 GB LLPDR5X Arbeitsspeicher und 256, 512 GB oder 1 TB interner UFS 3.4-Speicher. Der Akku hat eine Kapazität von 5000 mAh, das Smartphone kann kabelgebunden mit 90 Watt und kabellos mit 50 Watt geladen werden, Reverse Wireless Charging ist mit 10 Watt möglich. Die Abmessungen des Xiaomi 13 Ultra ist 163,18 × 74,64 × 9,06 mm, das Smartphone ist 227 Gramm schwer. Das Xiaomi 13 Ultra verfügt außerdem über Dual-SIM, eSIM, Bluetooth 5.3, USB Typ-C 3.0, NFC, Stereolautsprecher, ist IP68-zertifiziert, es unterstützt WiFi 6 und den Mobilfunkstandard 5G, entsperrt werden kann das Smartphone über einen In-Display-Fingerabdrucksensor. Das Smartphone ist in den Farben Schwarz und Grün erhältlich, die Rückseite wird aus Nano Tech, einem antibakteriellen Silikonleder gefertigt. Zu kritisieren ist, dass die Frontkamera keine 4K-Videos unterstützt sowie die mangelnde eSIM-Option. Bei Marktstart war das aktuelle Betriebssystem Android 13 mit der Benutzeroberfläche MIUI 14.

## Xiaomi 14
Das Smartphone der neuesten Generation ist in China seit dem 1. November 2023 erhältlich. Als Spitzenmodell ist es mit einem 120-Hz-AMOLED-Display und wie die höheren Versionen der 13er-Serie mit einer von Leica entwickelten Kamera ausgestattet. Ein weiteres Merkmal ist der neue Qualcomm Snapdragon 8 Gen 3. Das Xiaomi 14 ist als Standard-Modell sowie als Pro-Modell erhältlich.

## Xiaomi Mix

### Xiaomi Mix 4

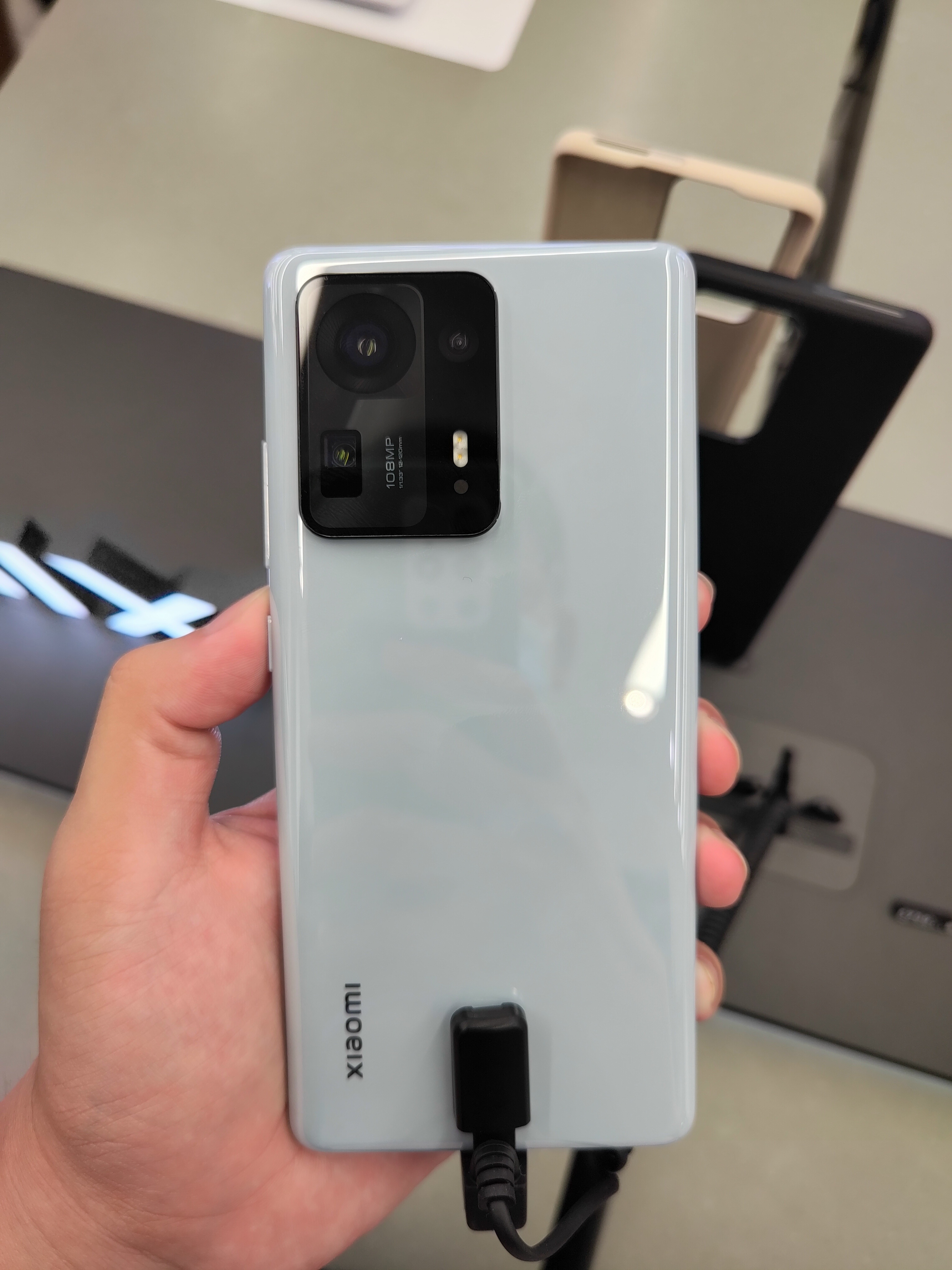
Rückseite des Xiaomi Mix 4

Das Xiaomi Mix 4 wurde im August 2021 vorgestellt und ist 6,67 Zoll groß. Rückseite und Rahmen bestehen aus Keramik und sind aus einem Stück gefertigt, es existiert also kein Metall- oder Kunststoffrahmen. In der linken oberen Ecke befindet sich das Kameraelement. Ein weiteres Display auf der Rückseite, wie beim Mi 11 Ultra, ist nicht vorhanden. Die Besonderheit ist die Frontkamera, die unter dem Display verbaut wurde. Das Smartphone ist in den Farben Schwarz, Grau und Weiß erhältlich. Das Display verfügt über eine Bildwiederholrate von 120 Hertz, es hat eine Touch-Abtastrate von 480 Hertz und unterstützt Dolby Vision. Xiaomi verbaut beim Display Corning Gorilla Glas Victus. Die Lautsprecher wurden wie bei der Mi-11-Reihe wieder von Harman Kardon entwickelt. Das Kameraelement beinhaltet dann drei Kameras, darunter die 108-Megapixel Hauptkamera. Diese besitzt einen 1/1,33 Zoll Sensor von Samsung, der ein stabilisiertes Objektiv und sieben Linsen hat. Daneben gibt es noch die 13 Megapixel Ultraweitwinkelkamera mit einem Bildwinkel von 120 Grad und die Telekamera mit optischer Bildstabilisierung. Das Mix 4 ist das erste Gerät mit dem Prozessor Qualcomm Snapdragon 888+ und verfügt über eine passive Kühlung. Der 4.500 mAh große Akku wird kabelgebunden mit 120 Watt und kabellos mit 50 Watt geladen. Das Smartphone unterstützt 5G und verfügt über 19 Antennen. 42 Frequenzbänder werden unterstützt.

### Xiaomi Mix Fold 2
Das Xiaomi Mix Fold 2 ist ein faltbares Smartphone und wurde im Sommer 2022 vorgestellt. Das Foldable verfügt über ein äußeres und ein inneres Display. Das äußere OLED-Display ist 6,56 Zoll groß und verfügt über eine Auflösung von 2520 × 1080 Pixeln (Full HD) sowie eine adaptive Bildwiederholrate von 120 Hertz. Das Innere Eco-OLED-Display ist 8,02 Zoll groß, hat eine Auflösung von 2160 × 1914 Pixeln und eine adaptive Bildwiederholrate von 120 Hertz. Die Kamera befindet sich an der linken Außenseite des Foldables, das Smartphone verfügt über drei Linsen, Haupt-, Ultraweit- und Telekamera, mit 50, 13 und 8 Megapixel, die Frontkamera mit 20 Megapixel. Als Prozessor kommt der Qualcomm Snapdragon 8+ Gen 1 zum Einsatz, dazu kommen 12 GB Arbeitsspeicher und 256, 512 GB oder 1 TB interner Speicher. Der Akku hat eine Kapazität von 4500 mAh, aufgeladen wird kabelgebunden mit 67 Watt, kabelloses Laden wird nicht unterstützt. Eine Besonderheit des Foldables ist die minimale Dicke von nur 5,4 Millimetern im aufgeklappten Zustand, das Smartphone ist 262 Gramm schwer. Das Xiaomi Mix Fold 2 verfügt über Dual-SIM, NFC und unterstützt WLAN 6 Plus sowie den Mobilfunkstandard 5G. Zu kritisieren sind beim Mix Fold 2 die mangelnde e-SIM-Funktion und das entfallende Wireless-Charging. Das Foldable wird von Xiaomi allerdings nur auf dem chinesischen Markt angeboten und muss nach Europa importiert werden, anders als etwa beim Xiaomi 12S Ultra unterstützt das Mix Fold 2 aber trotzdem Band 20. Bei Marktstart war das aktuelle Betriebssystem Android 12Q mit der Benutzeroberfläche MIUI Fold.

## Xiaomi Pad

### Xiaomi Pad 5
Das Xiaomi Pad 5 wurde im August 2021 vorgestellt und ist das erste von Xiaomi in Europa angebotene Tablet. Der Rahmen wurde aus Metall gefertigt, bei der Rückseite setzt Xiaomi allerdings nur auf Kunststoff. In der linken oberen Ecke von dieser befindet sich das Kameraelement. Erhältlich ist das Tablet in Schwarz und einem schillernden Weiß. Beim Pad 5 kommt ein LC-Display zum Einsatz, mit einer Auflösung von 275 PPI, was bei Tablets in diesem Preisbereich durchaus üblich ist. Es verfügt darüber hinaus über eine Bildwiederholrate von 120 Hertz sowie eine Touch-Abtastrate von 240 Hertz. Das Pad 5 unterstützt Dolby Vision und Dolby Atmos. Xiaomi verbaut eine Haupt- und eine Frontkamera. Die Hauptkamera hat 13 Megapixel, bei der Frontkamera besteht aus einem 8-Megapixel-Haupt- und einem 5-Megapixel-Tiefensensor. Als Prozessor wird der Qualcomm Snapdragon 860 verwendet. Der 8.720 mAh große Akku wird kabelgebunden mit 22,5 Watt geladen, ein kompletter Ladevorgang dauert dadurch über zwei Stunden, in einer Stunde werden etwa 50 % aufgeladen. Anzumerken ist aber, dass die in China verkaufte Version des Xiaomi Pad 5 mit 33 Watt geladen werden kann.

### Xiaomi Pad 6
Das Xiaomi Pad 6 wurde im April 2023 vorgestellt und ist der Nachfolger des Xiaomi Pad 5. Das Gehäuse besteht aus Aluminium, die Rückseite ist ebenfalls aus Metall gefertigt. In der linken oberen Ecke der Rückseite befindet sich das Kameraelement. Das Tablet ist in mehreren Farbvarianten erhältlich, darunter Grau, Blau und Gold. Beim Pad 6 kommt ein 11 Zoll großes LC-Display mit einer Auflösung von 2880 × 1800 Pixeln zum Einsatz, was einer Pixeldichte von etwa 309 PPI entspricht. Es unterstützt eine Bildwiederholrate von 144 Hertz sowie eine Touch-Abtastrate von 240 Hertz. Zusätzlich werden Dolby Vision und HDR10 unterstützt. Die maximale Helligkeit beträgt 550 Nits, das Display ist durch Gorilla Glass 3 geschützt. Als Prozessor wird der Qualcomm Snapdragon 870 verwendet. Das Tablet ist mit 6 oder 8 GB Arbeitsspeicher und wahlweise 128 oder 256 GB internem Speicher erhältlich. Eine Speichererweiterung ist nicht möglich. Das Betriebssystem basiert auf Android 13 mit MIUI 14, ein Update auf HyperOS ist verfügbar. Die Hauptkamera auf der Rückseite bietet eine Auflösung von 13 Megapixeln und kann Videos in 4K aufnehmen. Die Frontkamera hat 8 Megapixel. Der Akku besitzt eine Kapazität von 8840 mAh und wird kabelgebunden mit bis zu 33 Watt geladen.  Zur weiteren Ausstattung gehören vier Lautsprecher mit Unterstützung für Dolby Atmos, Wi-Fi 6 und Bluetooth 5.2.

### Xiaomi Pad 7 und 7 Pro
Das Xiaomi Pad 7 und das Xiaomi Pad 7 Pro wurden erstmals am 29. Oktober 2024 in China vorgestellt und am 2. März 2025 im Rahmen des MWC weltweit eingeführt. Beide Tablets verfügen über ein 11,2 Zoll großes IPS-LC-Display mit einer Auflösung von 2136 × 3200 Pixeln, was einer Pixeldichte von etwa 344 PPI entspricht. Die Bildwiederholrate liegt bei 144 Hertz, die maximale Helligkeit bei 800 Nits. Außerdem werden Dolby Vision und HDR10 unterstützt. Erhältlich sind beide Modelle in den Farben Schwarz, Blau und Grün. Beim Xiaomi Pad 7 kommt der Qualcomm Snapdragon 7+ Gen 3 zum Einsatz, während das Pad 7 Pro mit dem leistungsstärkeren Snapdragon 8s Gen 3 ausgestattet ist. Auch bei der Kameraausstattung unterscheiden sich die Geräte: Das Pad 7 bietet eine 13-Megapixel-Hauptkamera sowie eine 8-Megapixel-Frontkamera. Im Gegensatz dazu besitzt das Pad 7 Pro eine Dual-Hauptkamera mit 50 und 2 Megapixeln sowie eine Frontkamera mit 32 Megapixeln. Der Akku beider Modelle hat eine Kapazität von 8.850 mAh. Das Pad 7 unterstützt kabelgebundenes Laden mit 45 Watt, während das Pad 7 Pro mit 67 Watt geladen werden kann. Speicheroptionen beim Pad 7 umfassen Varianten mit 8 GB RAM und 128 oder 256 GB Speicher. Das Pad 7 Pro ist zusätzlich in einer Version mit 12 GB RAM und bis zu 512 GB Speicher erhältlich. Ein Fingerabdrucksensor ist nur beim Pad 7 Pro vorhanden, dort seitlich verbaut. Die UVP für das Xiaomi Pad 7 liegt bei 399 € (8/128 GB) bzw. 449 € (8/256 GB). Das Pad 7 Pro startet bei 499 € (8/256 GB), die Variante mit 12/512 GB kostet 599 €. Beide Geräte sind mit dem separat erhältlichen Xiaomi Smart Pen und Tastatur-Cover kompatibel.